# Легат Војислава Илића Млађег
Легат Војислава Илића Млађег је репрезентативна збирка материјалних и културних добара коју чине целокупна архива, предмети, фотографије, рукописи и бројна друга културна добра која су припадала Војиславу Илићу Млађем, српском међуратном песнику, а чије је формирање 2018. године започела Илићева унука Милица Јањушевић у Удружењу за културу, уметност и међународну сарадњу „Адлигат" у Београду. Легат је званично отворен у августу 2020. године у Музеју српске књижевности. 

## О животу и каријери Војислава Илића Млађег
Војислав Илић Млађи рођен је 7. октобра 1877. године у Ореовици код Пожаревца. Основну школу завршио је у родном селу, а потом је уписао и завршио Пожаревачку гимназију. Већ у својим средњошколским данима почео је да пише, објављујући песме у већем броју часописа тог времена. Завршио је Правни факултет на Великој школи.
Године 1909. објављује своју прву збирку ауторских песама под називом Песме, међу којима се истичу Ноћна свирка, Из једне шетње, Над извором Тимока, Звони, Њен венчић, Из болничких часова, У поштанским колима. За ову збирку Јован Скерлић написаће критику, касније укључену у дело Писци и књиге (1964). Богдан Поповић уврстио је три његове песме у своју Антологију новије српске лирике (1911).  
Између два светска рата важио је за једног од омиљених песника, чији су се стихови читали на разним свечаностима, празницима, комеморацијама, али и у школама, црквама, на гробљима и у Двору. Писао је у првом реду родољубиве, затим завичајне, љубавне и дечије песме, али и хумористичко – сатиричне, религиозне, краљевске и друге. Често му је указивана велика част позивањем да саставља надгробне стихове, али и да држи говоре на сахранама многих великана, међу којима су војвода Радомир Путник и војвода Живојин Мишић. Оригинални рукописи говора које је држао на сахранама војвода Мишића и Путника налазе се у његовом легату. Илић је, између осталог, епитафе писао и сам себи, те се у његовом легату могу пронаћи и шаљиве забелешке попут „Спремљен себи самом, кад сам, као помоћник библиотекара, имао несрећу да се, једне зиме, у Народној библиотеци, смрзавам од хладноће".
Његови стихови налазе се на камену у маузолеју на капели српског војничког гробља на Зејтинлику у Солуну.  
Преминуо је 22. маја 1944. године у окупираном Београду, а сахрањен је на Новом гробљу у Београду.

## О легату
Априла 2018. године, Илићева унука Милица Јањушевић, на иницијативу свог пријатеља Милана Михаиловића, поклонила је архиву свога деде Удружењу за културу, уметност и међународну сарадњу „Адлигат". У неколико наврата након тога Удружењу је поклањала разне Илићеве предмете, попут његовог стола и лампе, затим белешке, рукописе, фотографије и друго. Августа 2020. године легат је званично отворен за јавност у оквиру Музеја српске књижевности.
Легат Војислава Илића Млађег садржи бројну документацију, више хиљада објављених и необјављених дела у рукопису, више стотина страница песникових бележака и дневника, Илићева предавања о књижевности за децу, десетине писама, признаница и друге архивске грађе, као и велики број фотографија, укључујући фотографије из Првог светског рата. 
У великом броју рукописа, могу се наћи и Илићеве песме о Његошу, белешке о Југославији и словенству, песме о адмиралу Гепрату, војводи Путнику, као и рукописи две песме о Михајлу Пупину, који га је једном приликом спасао глади тако што је откупио више стотина примерака његових књига. У знак захвалности Илић му је посветио једну песму 1933. године, поводом научниковог рођендана, а другу поводом Пупиновог подизања „Народног Дома" (данас део Меморијалног комплекса) у Идвору, 1935. године. У Илићевој архиви је и писмо Геци Кону, као и писмо у форми песме тадашњем гувернеру „Привилеговане Народне Банке” Милану Радосављевићу, у коме га он моли да запосли његовог сина Милана за хонорарног чиновника. У архиви су и документа у вези са објављивањем познате Антологије новије српске лирике Богдана Поповића, али и критика коју је Војислав написао о антологији, новине које извештавају о убиству краља Александра у Марсеју и друго.
Због богате архивске грађе која сведочи о времену у коме је живео, легат Војислава Илића Млађег од великог је значаја како за проучавање песниковог дела, тако и за проучавање српске књижевности, али и историје међуратног раздобља. 

## Радно време
Легат је отворен за посетиоце у оквиру Музеја српске књижевности на Бањици, четвртком, петком и суботом, уз претходно заказивање.

## Галерија
- Део легата Војислава Илића Млађег, његове бележнице, рукописи, албуми, књиге.
- Лампа В. Илића Млађег
- Део архиве Војислава Илића Млађег, рукописи, писма, документа и друго.
- Рукописи и албум за фотографије
- Писмо Војислава Илића Млађег гувернеру „Привилеговане Народне Банке” Србије
- Писмо гувернеру, део где Илић пише молбу о запослењу сина
- Посетница В. Илића Млађег док је био инспектор Министарства Правде
- Улазница за забаву у Официрском Дому из 1923. године
- Дозвола за посећивање жандармеријске јединице ради продаје књиге „Вечерње искре”
- Одобрење да рецитује своје патриотске и друге песме по средњим школама
- Оригиналан рукопис песме В. Илића Млађег посвећене Михајлу Пупину
- Платна књижица док је био инспектор Министарства Правде
- Рукописи, документа и друго
- Фотографија са потписом В. Илића Млађег
- Породични портрет
- Војислав са породицом у Сокобањи 1926. године
- Војислав са својом децом
- Војислав у свом дворишту